# Amédée de Langlois
ʽAmédée de Langlois’ est un cultivar de rosier obtenu en 1872 par le rosiériste français Jacques Vigneron. Il figure toujours en bonne place dans les catalogues internationaux et compte parmi les grands rosiers historiques de la région orléanaise.

## Description
Ce rosier peut atteindre de 1,50 m à 2 m de hauteur s'il est élevé dans de bonnes conditions avec une bonne exposition au soleil. Il déploie des rameaux d'un beau vert olive mat. Ses fleurs doubles (26-40 pétales) de dimension moyenne et d'un rose soutenu sont très parfumées. Sa floraison est remontante.
Sa zone de rusticité est de 6b à 9b ; il résiste donc à des hivers à -15°/-20°.
On peut notamment l'admirer à l'Europa-Rosarium de Sangerhausen et bien sûr dans les grandes roseraies de l'Orléanais et du centre de la France. Ce cultivar raffiné se plaît particulièrement dans les régions de la côte méditerranéenne s'il est protégé des rayons de soleil trop directs.

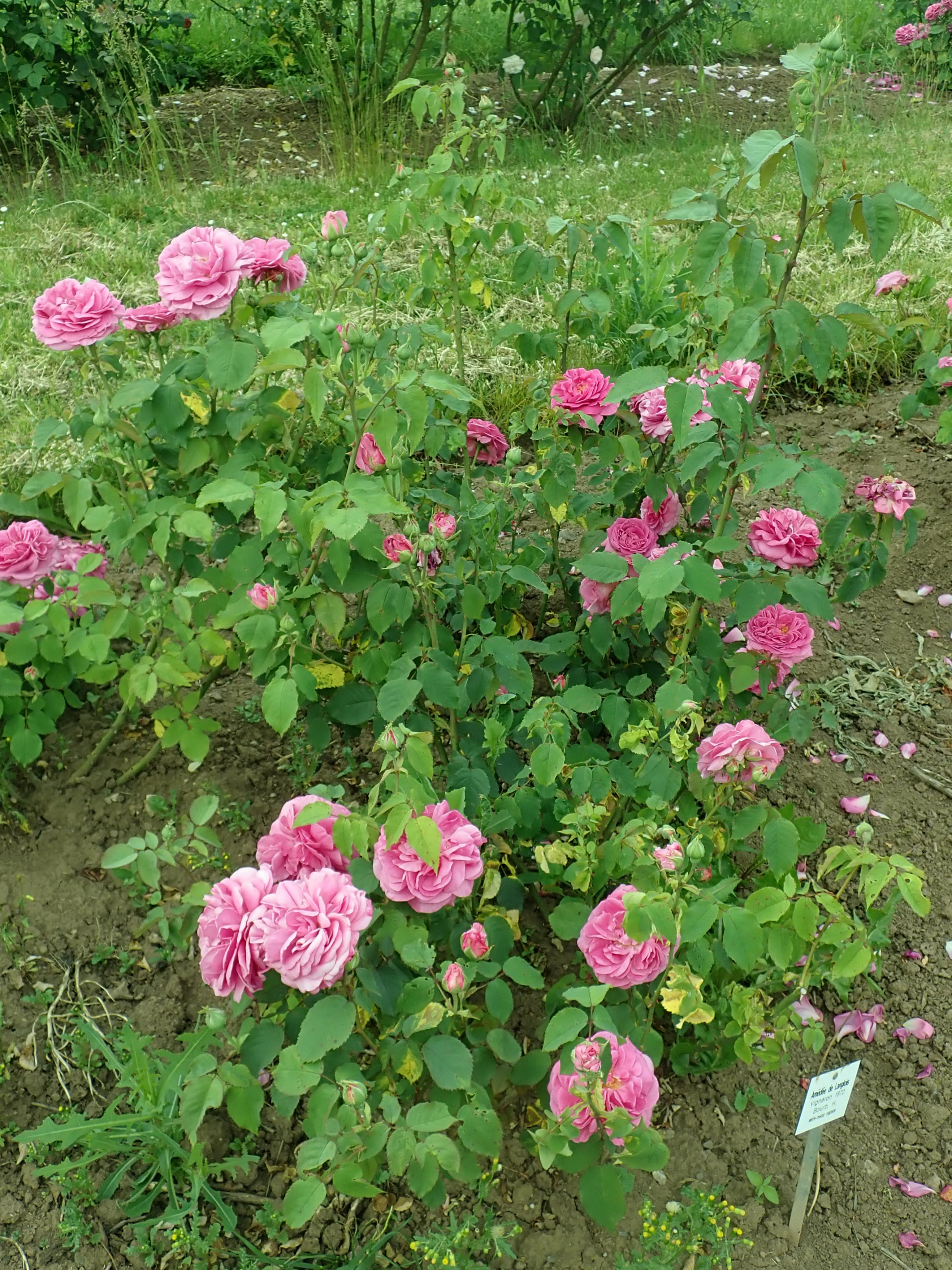
Rosier ʽAmédée de Langlois’ au début du mois de juin à Sangerhausen.